# Saint-Camille (Québec)
Pour les articles homonymes, voir Saint-Camille.
Ne pas confondre avec la municipalité de Saint-Camille-de-Lellis située en Chaudière-Appalaches.
Saint-Camille (Prononciation: [sɛ̃ kamil]) est une municipalité de canton située dans Les Sources, en Estrie, au Québec (Canada).

## Toponymie
Elle est nommée en l'honneur de Camille de Lellis.

## Histoire
En 1848, Édouard Desrivières, bijoutier originaire de la ville de Québec, fut le premier colon à s'établir sur ce qui deviendrait quelques années plus tard la municipalité du canton de Saint-Camille. Entre 1849 et 1852, les familles Renault, Darveau, Devin, Boisvert, Roy et Miquelon participèrent à la colonisation d'un des rares cantons francophones des Cantons-de-l'Est.
« Remarquons que la nature, ici, est tout entière aux défricheurs. Elle n'offre rien aux muses. Point de nappes d'eau tranquilles où les astres et l'azur se mirent, point de vagues écumantes. En revanche, vous avez les brises de l'est, le bruissement des arbres feuillus, le léger murmure des rivières et des ruisseaux. »
Quelques années après la création de la municipalité en 1859, la paroisse est érigée en 1867. L'église, construite au lieu-dit de l'équerre, est inaugurée en 1881 sous les bons offices de l’évêque de Sherbrooke.

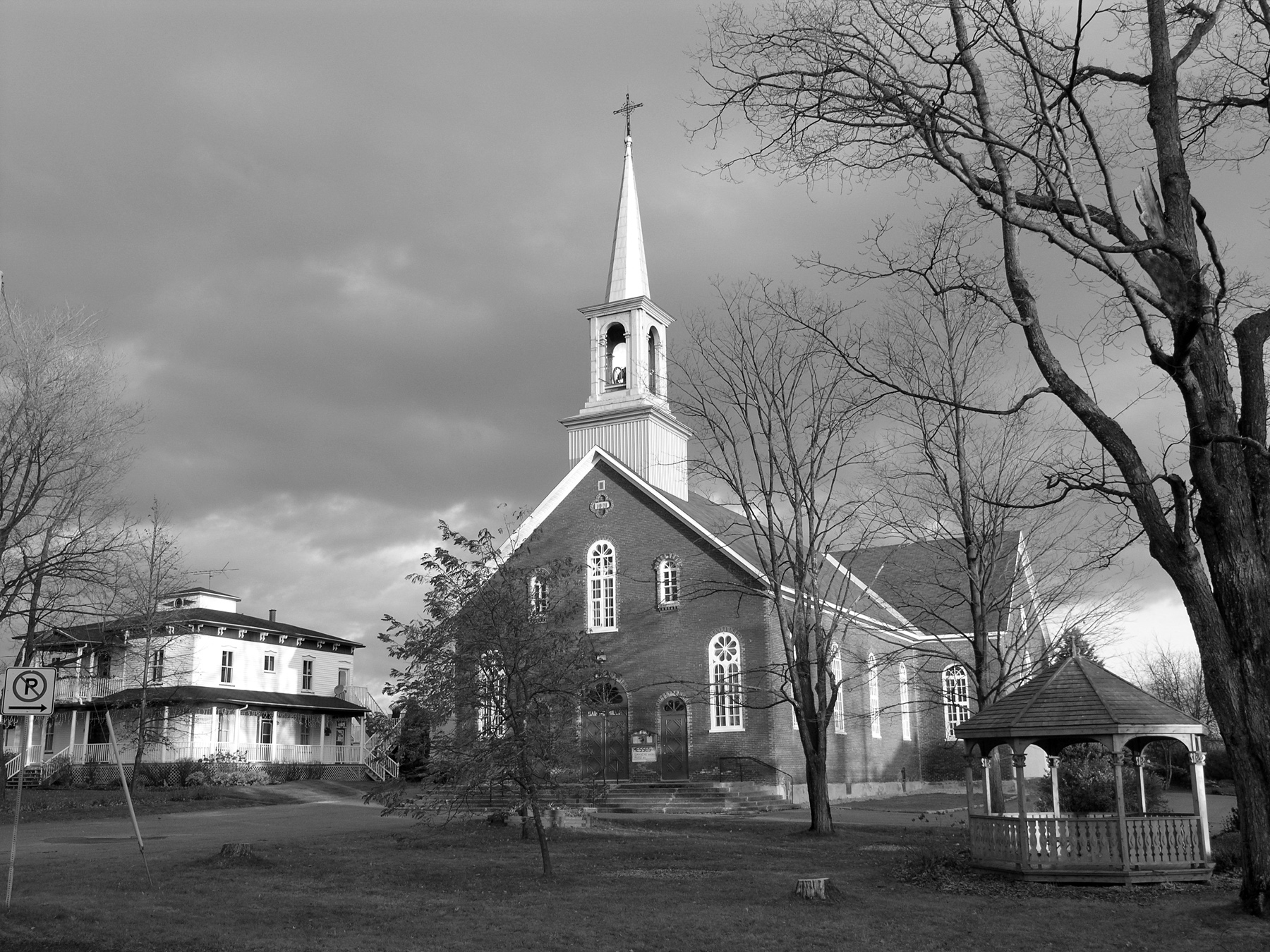
Église et presbytère de Saint-Camille

### Les pionniers
Plusieurs personnalités ont marqué l’histoire de Saint-Camille. Parmi elles, Joseph-Zoël Cyr-Miquelon influença de manière notable les premières années de la municipalité. Arpenteur et poète, Zoël Miquelon a occupé plusieurs postes d'importance dans la collectivité dont celui de maire de 1866 à 1873. Il est également l'inventeur de la serrure à numéros. Une des rues principales de la municipalité porte aujourd'hui son nom.
Joseph-Herménégilde Crépeau, marchand, fut une autre figure importante de la municipalité. Maire pendant plus de 40 ans, soit de 1896 à 1930 et de 1932 à 1937, il est le père du fondateur, Armand-Charles Crépeau, arpenteur-géomètre, de la firme d'ingénierie Teknika HBA, qui est toujours en activité et emploie aujourd'hui plus de 700 employés.

### Histoire récente

#### Le Groupe du Coin et la réaffectation des bâtiments
Saint-Camille possède un nombre relativement élevé d'organisations actives et structurantes si l'on considère sa petite taille. Parmi elles, certaines ont joué un rôle important dans le devenir de la municipalité.
Dès le début des années 1980, le Groupe du coin, une corporation privée de capital risque composée de citoyens, hommes et femmes, du village, a été créée pour acheter et conserver la vocation communautaire des bâtiments historiques du village lors de leur mise en vente. Le Groupe du coin assumait la transition entre l'ancienne utilisation et la nouvelle qui était à naître.
C'est ainsi que l'ancien magasin général fut converti en salle de spectacle et d'exposition, le P'tit Bonheur de Saint-Camille. Cet endroit accueille, depuis 1988, les artistes professionnels de la province et d'ailleurs et demeure un des lieux importants de diffusion de la culture dans la région.

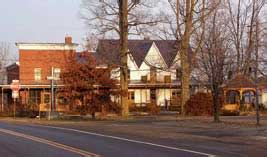
Le P'tit Bonheur de Saint-Camille

Plus qu'un lieu artistique, le P'tit Bonheur est également le cœur de la vie communautaire du village. Lieu de rassemblement, il accueille deux fois par semaine des repas offerts aux enfants de l'école primaire et à la communauté : la popote roulante, le mardi, permet de rejoindre les personnes âgées isolées; et la pizza du vendredi, est un moyen d'autofinancement de l'organisme depuis ses tout débuts. Tous les repas sont faits par des bénévoles, qui sont, en tout, autour d'une centaine à «mettre la main à la pâte ».
Le P'tit Bonheur porte également un volet d'animation et de formation qui s'articule principalement autour d'un comité appelé le Centre d'interprétation du milieu rural (CIMR). C'est en collaboration avec le CIMR que l'Université de Sherbrooke offre, à Saint-Camille, un micro-programme en éthique des décisions.
Le P'tit Bonheur offre également des espaces locatifs. Les bureaux de la coopérative de solidarité la Clé des champs de Saint-Camille y sont situés. Spécialisée dans la production de paniers de légumes et de produits forestiers non-ligneux, sa mission est de favoriser la diversification agricole et forestière tout en réintégrant la transformation et la commercialisation de ses produits au niveau local.
Le deuxième bâtiment à profiter de l'action du Groupe du coin est l'ancien presbytère du village. Transformé en 2001 en coopérative d'habitation pour les aînés du village, on y loue aussi des espaces à des thérapeutes et à une coopérative de solidarité qui offrent leurs services aux résidents du bâtiment et à l'ensemble de la population.

#### Le développement de l'offre immobilière contre le déclin démographique

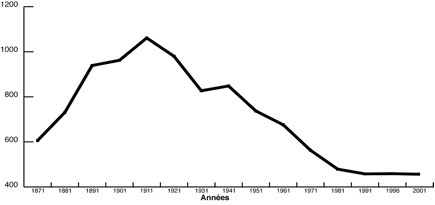
Courbe démographique de la population de Saint-Camille 1848-2001

Dès sa fondation et jusque dans les années 1910, Saint-Camille connaît une croissance démographique importante, dépassant le millier d’habitants. Toutefois, entre 1911 et 2001, hormis une légère hausse de la population dans les années 1930, le nombre d'individus décroît pour se stabiliser à autour de 450 dans les années 1990.
Depuis le début du siècle, une des conséquences majeures du déclin démographique aura été la perte de plusieurs  commerces et services de proximité (abattoirs, meuneries, beurreries, magasins généraux et garages).
La perte possible du bureau des postes au début des années 1990 et le manque chronique d'enfants pour compléter la classe de maternelle à l'école primaire ont été des éléments déclencheurs dans la démarche visant à contrer la décroissance démographique et la dévitalisation qui l'accompagnait.
En 2001, l'Institut de la statistique du Québec rendait public des prévisions démographiques pour l'ensemble des municipalités régionales de comté (MRC) du Québec. Dans ce rapport, la MRC des Sources (anciennement Asbestos) était la seule MRC en Estrie où l'on prévoyait une baisse démographique d'ici 2026 (2001-2026), soit une baisse de 8,9 %.
Face à cette situation, la municipalité du Canton de Saint-Camille lançait, en 2001, un plan d'action permettant à différents acteurs de la communauté de réfléchir et d'agir ensemble. Ainsi, la municipalité et ses citoyens, la corporation de développement socio-économique de Saint-Camille, l'école primaire Christ-Roi, l'OBNL Le P'tit Bonheur de Saint-Camille, la coopérative de Solidarité la Clé des champs, la Caisse populaire Desjardins, deux propriétaires de terrains et les éventuels acheteurs ont uni leurs forces afin de développer deux projets domiciliaires dans la municipalité et d'augmenter la population de 10 % en dix ans.
Le journal Le Monde diplomatique a loué les efforts des habitants du village pour réduire le déclin démographique,.
En 2010, la population franchissait le cap des 500 habitants, et atteignait 511 habitants au recensement de 2011, soit une augmentation de plus de 14 % entre 2006 et 2011
La dynamique du village a notamment fait l’objet de nombreux articles et recherches, mais aussi de films comme « Ne touchez pas à mon église ! » (Bruno Boulianne, Vélo-Cité, 2012) et « Les irréductibles » (Isaac Isitan, Productions ISCA, 2011) et du livre « Saint-Camille, le pari de la convivialité » (Jocelyne Béïque, Éditions Écosociété, 2011).    

## Géographie
Les rivières Nicolet Centre et Nicolet Sud-Ouest traversent d'est en ouest la municipalité, la première au nord et la seconde au sud. Le crénon de la rivière Watopeka se situe dans la pointe sud de la municipalité.

## Démographie
| 1996 | 2001 | 2006 | 2011 | 2016 | 2021 |
| ---- | ---- | ---- | ---- | ---- | ---- |
| 459  | 440  | 448  | 511  | 529  | 551  |

## Administration
Les élections municipales se font en bloc pour le maire et les six conseillers.
| Saint-Camille Maires depuis 2001                                                                                     |                      |                        |          |
| Élection | Maire                | Qualité                | Résultat |
| 2001 | Henri-Paul Bellerose |                        | Voir     |
| 2005 | Henri-Paul Bellerose | Voir                   |          |
| mai 2006 | Claude Larose        | Conseiller (2003-2006) | Voir     |
| 2009 | Benoit Bourassa      |                        | Voir     |
| 2013 | Benoit Bourassa      | Voir                   |          |
| 2017 | Philippe Pagé        |                        | Voir     |
| 2021 | Philippe Pagé        | Voir                   |          |
| Élection partielle en italique Depuis 2005, les élections sont simultanées dans toutes les municipalités québécoises |                      |                        |          |